# Маркус Тормајер
Маркус Тормајер (енгл. Markus Thormeyer; Њумаркет, 25. август 1997) канадски је пливач чија ужа специјалност су трке леђним и слободним стилом. 

## Спортска каријера
Тормајер је интензивније почео да тренира пливање још као десетогодишњи дечак пливајући за локални клуб из града Маркама у Онтарију, али се убрзо преселио у околину Ванкувера где је наставио са тренинзима. 
Први запаженији успех у каријери остварио је као петнаестогодишњак, пошто је на Канадским играма које су 2013. одржане у Шербруку у Квебеку, као представник Британске Колумбије освојио бронзану медаљу у трци на 100 леђно. Нешто касније исте године дебитовао је и на међународној сцени, на светском јунирском првенству у Дубаију.
Дебитантски наступ у сениорској комкуренцији на великим такмичењима је имао на Панамеричким играма 2015. у Торонту, где је као члан канадске штафете на 4×100 слободно освојио и прву медаљу у каријери, сребрну. Нешто касније те године је освојио и прву златну медаљу у каријери, пошто је канадска мешовита штафета на 4×100 слободно, у саставу Олексијак, Рак и Асеведо, испливала нови светски јуниорски рекорд на Светском јуниорском првенству у Сингапуру. 
Захваљујући одличним наступима на Канадским олимпијским трајалсима изборио се за место у пливачкој репрезентацији Канаде на Летњим олимпијским играма у Рију 2016. године. У Рију је Тормајер пливао у штафети 4×100 слободно која је у финалу заузела укупно седмо место. Било је то уједно и његово прво олимпијско учешће у каријери. На светском првенству у малим базенима које је одржано у Виндзору 2016. освојио је бронзану медаљу у трци мешовитих штафета на 4×50 слободно. 
На светским првенствима у великим базенима је дебитовао у Будимпешти 2017, где је пливао у штафетним тркама на 4×100 слободно и 4×200 слободно у мушкој, те у трци мешовитих штафета на 4×100 слободно у којој је освојио бронзану медаљу.
Прву појединачну медаљу у сениорској каријери, бронзану у трци на 100 леђно, освојио је на Играма комонвелта 2018. у Гоулд Коусту. Била је то уједно и његова прва трка испливана леђним стилом на неком од великих такмичења.
Други наступ на светским првенствима је „уписао” у корејском Квангџуу 2019, где се такмичио у шест дисциплина. Најбољи резултат у Квангџуу му је било четврто место у финалу штафета 4×100 слободно микс, однсоно осмо место у финалу трке на 200 леђно. 

## Приватни живот
У интервјуу који је у фебруару 2020. дао за један канадски часопис јавно се декларисао као геј мушкарац. Након завршене средње школе уписао је студије Наука о животној срдини на Универзитету у Ванкуверу.